# Svar på konst
Svar på konst var en serie vandringsutställningar som producerades av den statliga myndigheten Riksutställningar under åren 1986 till 1987. Utställningsserien var ett resultat av projektet Kultur i skolan, som startades 1984 av Riksutställningar, Riksteatern och Rikskonserter.

## Bakgrund
Svar på konst ingick i det statligt finansierade projektet Kultur i skolan, som startade 1984. Projektet innebar att Riksutställningar, Riksteatern och Rikskonserter fick tre miljoner kronor av Utbildningsdepartementet för att arbeta några år med kultur i landets skolor. En del av pengarna skulle stimulera skolorna till att utveckla användningen av konst, musik och teater i undervisningen.
Det statliga stödet gjorde det möjligt för Riksutställningar, Riksteatern och Rikskonserter att tillsammans genomföra ett bildprojekt vid Önneredsskolan i Västra Frölunda. Projektet riktade sig till skolans niondeklassare och fick namnet Svar på konst.

## Tema
Projektet innebar att skolans elever på ett aktivt sätt skulle få engagera sig i konst och den konstnärliga processen. Eleverna uppmanades att fråga sig själva vilken slags konst de tyckte om och sedan använda sig av de intryck de hade fått för att försöka skapa sina egna verk.

## Produktion
Svar på konst var en variant av vandringsutställningen Barn väljer konst från 1973. Barn och ungdomar fick hjälpa till att skapa en tredelad vandringsutställning genom att välja ut 15 konstnärer på en utställning.
I bildprojektet Svar på konst deltog 13 västsvenska konstnärer med en av sina bilder. Eleverna skulle sedan välja ut något av verken för att göra egna och personliga tolkningar av dem i två- eller tredimensionella former. Den delen av Svar på konst var klar våren 1987. Samarbetet mellan eleverna och konstnärerna avslutades sedan med en utställning på Göteborgs konstmuseum på hösten 1987. Konstnärernas bilder visades tillsammans med elevernas tolkningar av dem.
Efter visningen på Göteborgs konstmuseum föreslog Riksutställningar att Svar på konst skulle förvandlas till skolutställningar, med konstnärernas bilder och elevernas tolkningar av dem. Åtta konstnärers bilder blev åtta vandringsutställningar, enligt urvalsprincipen: de verk som hade fått de tolkningar som passade bäst i skolarbetet fick följa med.
I utställningen ingick en videokassett med en film som Riksutställningar, Riksteatern och Rikskonserter hade producerat och en handledning som beskrev hur arbetet hade gått till under bildprojektet Svar på konst vid Önneredsskolan.

### Konstnärerna iSvar på konst
De åtta konstnärerna som medverkade i utställningen var:
- Elsa Agélii.
- Carl Erik Hammarén.
- Claes Hake.
- Barbara Häggdal.
- Jens Mattiasson.
- Ingemar Pettersson.
- Lillermor Pettersson.
- Barbro Reyman.

Varje uppsättning av de åtta utställningarna för skolorna skulle innehålla:
- Konstnärens bild.
- 4-5 elevsvar.
- Tryckt handledning i 5 exemplar.
- Katalog från Göteborgs konstmuseum i 20 exemplar.
- Videokassett i VHS-format med en 15 minuter lång film om utställningsprojektet.
- En serie diabilder med de 13 konstnärernas bilder.[2]

## Turné
På Göteborgs konstmuseum visades samtliga 13 konstnärers bilder i Svar på konst, tillsammans med elevernas tolkningar/kommenterande två- och tredimensionella bilder. Visningsperioden på konstmuseet var 3 oktober 1987 till 10 januari 1988.
De vandringsutställningar som följde var bokade från och med augusti 1988. Hälften av de åtta utställningarna lades ner och upplöstes under sommarn 1989 – Svar på konst nr 2 (Claes Hake), Svar på konst nr 3 (Carl Erik Hammarén), Svar på konst nr 4 (Barbara Häggdahl), Svar på konst nr 6 (Ingemar Pettersson). Anledningen till upplösningen var att konstnärerna Claes Hake, Carl Erik Hammarén och Barbara Häggdahl ville få tillbaka sina utlånade verk. En annan orsak var att intresset från lokala utställare var för svagt för utställning nummer 4 och 6.

### 1988

#### Svar på konst 3
- Göteborg, Schyllerska gymnasiet 11/8-15/8.
- Göteborg, mässan Bok & bibliotek (Bokmässan i Göteborg) 18/8-21/8.
- Göteborg, Föreningen Norden, ”Göteborg i Bergen” 19/9-23/9.[8]

#### Svar på konst 6
- Göteborg, mässan Bok & bibliotek (Bokmässan i Göteborg) 18/8-21/8.[8]

#### Svar på konst 8
- Göteborg, Föreningen Norden, ”Göteborg i Bergen” 19/9-23/9.[9]

### 1989

#### Svar på konst 3
- Mölndal, Göteborgs universitet, skapande ämne  27/2-12/3.[8]

#### Svar på konst 8
- Eskilstuna, Läromedelscentralen 13/1-15/6.[9]

## Ekonomi
Kostnaden för Svar som konst som åtta vandringsutställningar beräknades till totalt 70 000 kronor. I den summan ingick kostnader för planering, produktion, distribution och finansiering.